# (2418) Voskovec-Werich
(2418) Voskovec-Werich es un asteroide perteneciente al cinturón de asteroides, descubierto el 26 de octubre de 1971 por Luboš Kohoutek desde el Observatorio de Hamburgo-Bergedorf, Hamburgo, Alemania.

## Designación y nombre
Designado provisionalmente como 1971 UV. Fue nombrado Voskovec-Werich en honor a los actores checos Jiří Voskovec y Jan Werich.